# La Redondela
La Redondela es una entidad local autónoma, en la provincia de Huelva, Andalucía, España. En el año 2013 contaba con 1.238 habitantes en su casco urbano, elevándose la cifra de población hasta los 1.681 al incluirse a la población diseminada (INE).

## Geografía
La Redondela se localiza a dos kilómetros de la costa, en el centro del municipio de Isla Cristina. Sus coordenadas son 37°13′20'' N, 7º16'15'' O. Está conectada por dos carreteras locales: 
- HU-3300 , que la une a la localidad de Pozo del Camino.
- HU-3400 , que la une con la N-431 (Lepe) en dirección norte y con la A-5054 y la playa de La Redondela en dirección sur.

| Identificador | Denominación                   | Origen - Destino                      | Longitud (km) |
| ------------- | ------------------------------ | ------------------------------------- | ------------- |
| HU-3300       | La Redondela a Pozo del Camino | HU-3400 - A-5054                      | 5,50          |
| HU-3400       | N-431 a La Redondela           | N-431 (Lepe) - A-5054 (Isla Cristina) | 4,34          |

Geológicamente, los terrenos están formados por materiales terciarios; formación permeable del plioceno continental, compuesta de limos arenosos, arenas grises, gravas y conglomerados, aptos para cimentar, no presentando problemas de expansividad. La permeabilidad del suelo y la pendiente del área hacia el exterior de esta, favorecen las condiciones de drenaje superficial.

## Historia

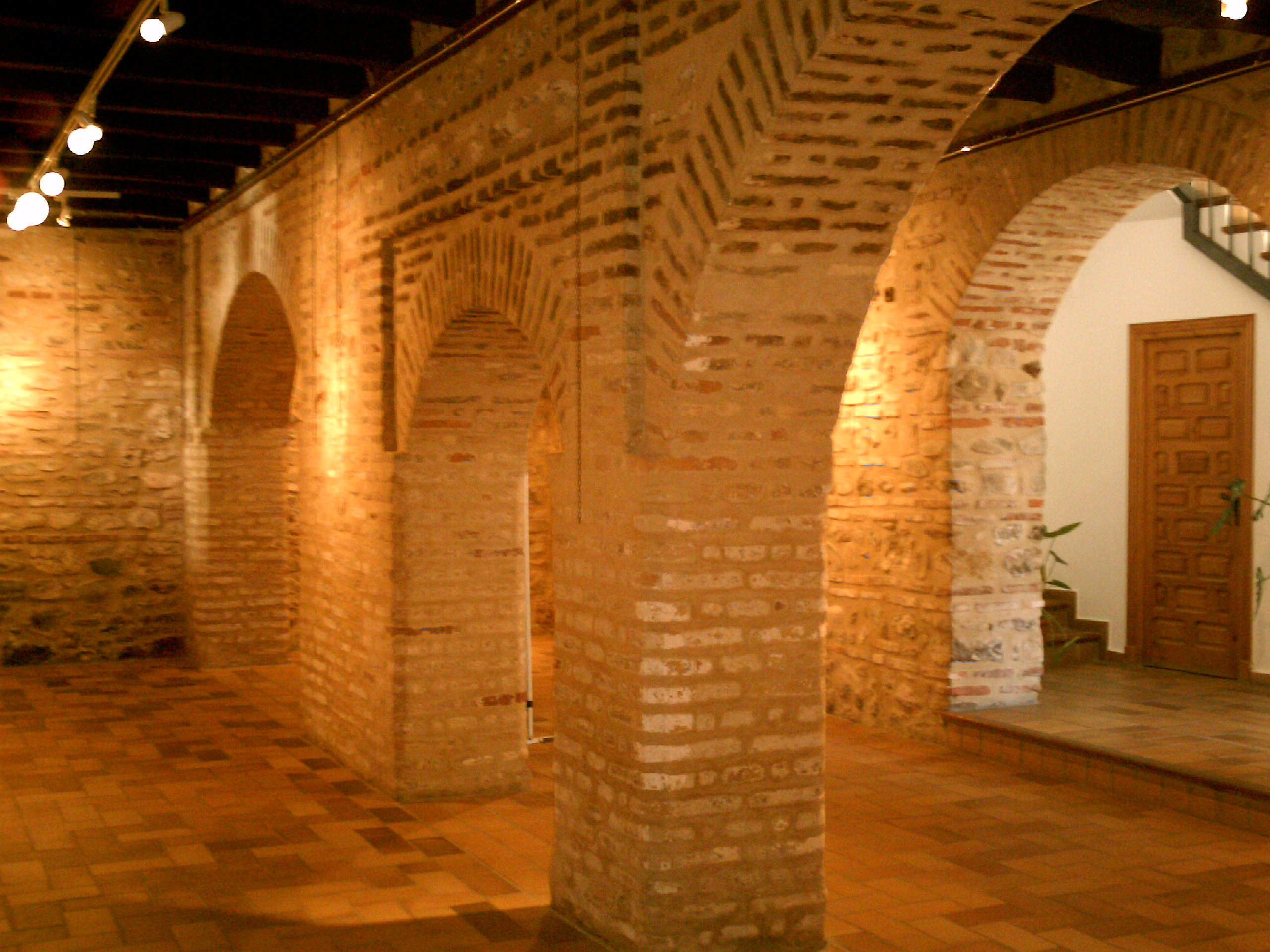
Sala de exposiciones mudéjar del, en el ayuntamiento de La Redondela.

Se conocen asentamientos en la zona de La Redondela desde la época fenicia, existiendo algún yacimiento en la zona del cruce de La Redondela, sobre todo se han encontrado monedas. También existe una pequeña necrópolis romana. En los inicios del siglo XI pertenecía al reino Taifa de Huelva, integrándose desde 1051-52 en el reino Taifa de Sevilla y pasando en 1091 a ser parte del reino almorávide, posteriormente almohade y finalmente una taifa de Niebla. En el siglo XIII es conquistada esta zona del sur de Huelva por Alfonso X el Sabio en 1262. Poco después de que el territorio pasara a manos cristianas, fue comprada en el mismo siglo XIII por Alonso Pérez de Guzmán (Guzmán el Bueno), formando parte como señorío de Ayamonte del Condado de Niebla a finales del siglo XIV.
La localidad de La Redondela pasa al Condado de Ayamonte en 1475, título concedido por Isabel I de Castilla, siendo de esta época la sala mudéjar de su ayuntamiento. El nuevo orden feudal de la villa será el Marquesado de Ayamonte, creado en 1521 a partir del Condado de Ayamonte por Carlos I y hasta su fragmentación en los municipios de Ayamonte, Lepe, La Redondela, San Silvestre de Guzmán y Villablanca.

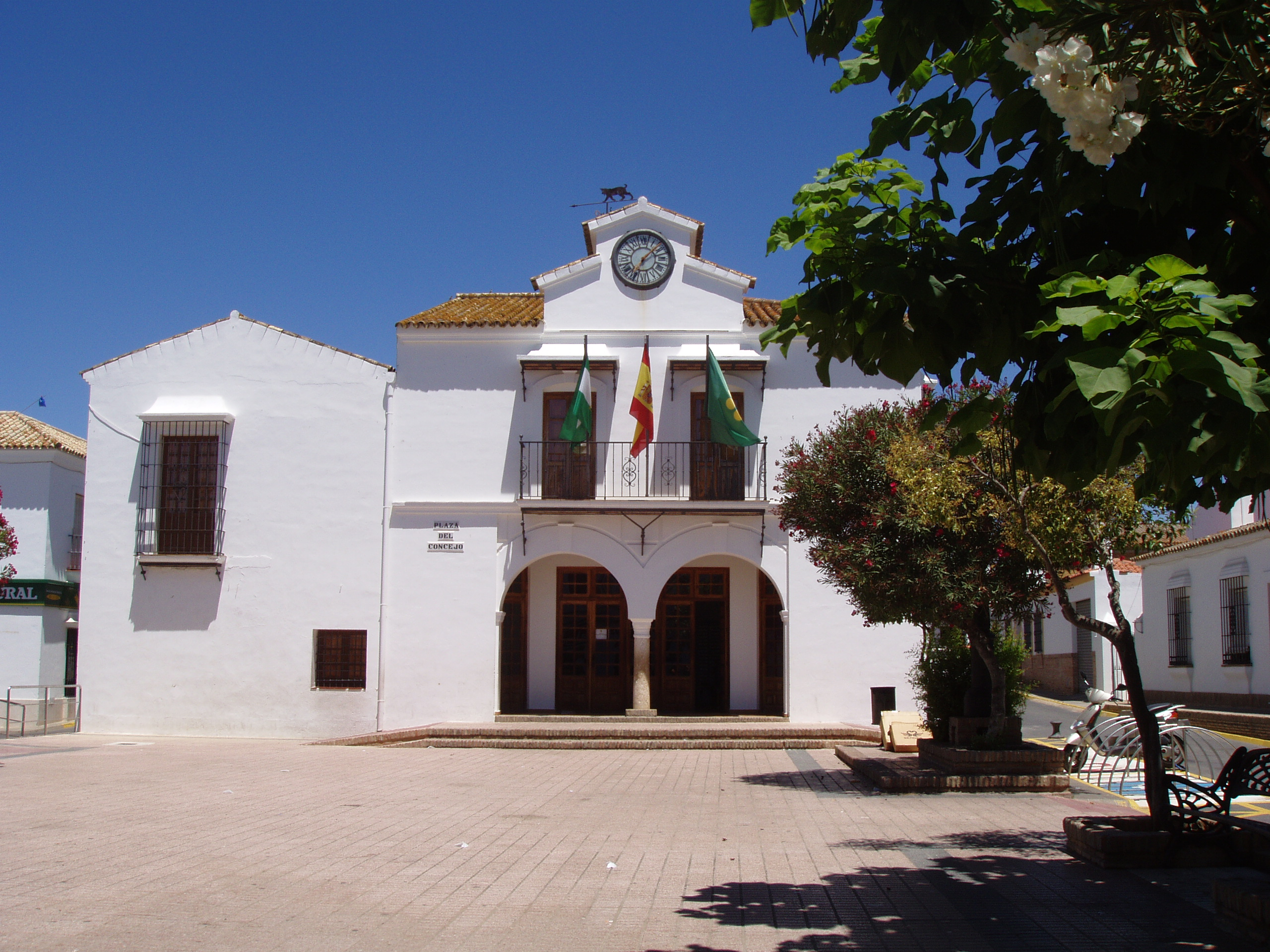
Ayuntamiento de La Redondela, en la plaza del Concejo

La actividad económica principal durante la Edad Media y también posteriormente, ha sido la explotación de recursos agropecuarios. Tras el desarrollo de la colonia pesquera de origen catalán, La Higuerita, parte de su mano de obra fue absorbida por la industria pesquera de esta nueva localidad costera entre los términos municipales de Ayamonte y La Redondela con establecimientos estables desde 1756. Desde la fundación de La Real Isla de la Higuerita (nombre con el que se convierte en ayuntamiento independiente), La Redondela fue perdiendo población hasta rondar los 100 vecinos (unos 450 habitantes) en la primera mitad del siglo XIX.
La villa de La Redondela había permanecido durante todos estos años en un lento declive económico y su ayuntamiento acumulaba deudas incapaces de superar. Tras pedir a la institución provincial su anexión a Isla Cristina en 1874 para superar la debacle y serle denegada, se continúa con las negociaciones y finalmente, en 1887 su municipio desaparece al integrarse en el de Isla Cristina como medio para saldar sus deudas contraídas durante el siglo XIX como consecuencia de su pérdida de peso económico. La Redondela tenía una población de hecho de 866 habitantes (con probabilidad buena parte de ellos residentes de hecho en las afueras de Isla Cristina, término municipal de La Redondela) que pasaron a Isla Cristina entre los censos de 1877 y 1887.
A partir del siglo XX, La Redondela comienza una lenta recuperación económica que culmina con el despunte del cultivo del fresón  y de patatas de la provincia de Huelva. A finales del siglo XX La Redondela albergaba varias Cooperativas Agrarias con exportación a Italia y otros países europeos y contaba con una población que se había recuperado hasta una cifra cercana a los 1000 habitantes. En el año 2010 tenía una población de 1.546 habitantes
En 1982 La Redondela consigue cierto autogobierno reconociéndosele el estatus de entidad local menor y desde 1994 elaborando sus propios presupuestos. Hasta entonces y desde 1887 habían existido alcaldes pedáneos. Desde 1982 el alcalde es elegido por votación democrática (no pedáneo, es decir, no asignado desde el ayuntamiento de la capital del municipio). Sus últimos alcaldes (no pedáneos) han sido: Francisco Martín Mestre, Manuel García Domínguez, Antonio Martín Cabanillas y Salvador Gómez de los Ángeles, actual alcalde de La Redondela.
Desde 1984 existe un contencioso entre La Redondela e Isla Cristina para un mayor autogobierno cuyo fin sería la segregación municipal.

## Competencias
Como Entidad Local Autónoma, La Redondela asume, articuladas a partir del artículo 38 del Real Decreto Legislativo 781/1986, de 18 de abril, las competencias siguientes:
1. La construcción, conservación y reparación de fuentes, lavaderos y abrevaderos.
2. La policía de caminos rurales, montes, fuentes y ríos.
3. La limpieza de calles.
4. La mera administración y conservación de su patrimonio, incluido el forestal, y la regulación del aprovechamiento de sus bienes comunales.
5. La ejecución de obras y la prestación de servicios comprendidos en la competencia municipal y de exclusivo interés de la Entidad, cuando no esté a cargo del respectivo Municipio.

Para una lista más completa, véase competencias de las Entidades Locales Menores Autónomas.

## Demografía
| Gráfica de evolución demográfica de La Redondela entre 1842 y 1877 |
| |
| Población de derecho según los censos de población del INE Población de hecho según los censos de población del INEEntre el censo de 1887 y el anterior, este municipio desaparece porque se integra en el municipio Isla Cristina |

Existen datos recogidos por el padre Mirabent en el que se muestra que la población de La Redondela fue disminuyendo durante el siglo XVIII hasta los 450 habitantes. Posteriormente se aprecia un estancamiento durante buena parte del XVIII y principios del XIX para, a partir de la segunda mitad del siglo XIX, con unos 500 habitantes, comenzar una inicialmente lenta recuperación, para tomar un buen ritmo de crecimiento en los últimos años. El último censo con municipio propio data de 1877, en el que aparece con una población de 866 habitantes (INE) y los anteriores con datos estadísticos contrastados son de 1842, (con 473 habitantes de derecho), 1857 (662, de hecho) y 1860 (667, de hecho).
| Población de La Redondela según INE desde 2000 |
| ---------------------------------------------- |
|                                                |
|                                                |
| Fuente:INE                                     |
| Gráfica elaborada por: Wikipedia               |

## Edificios históricos
- Sala Mudéjar, del siglo XV, en el ayuntamiento.

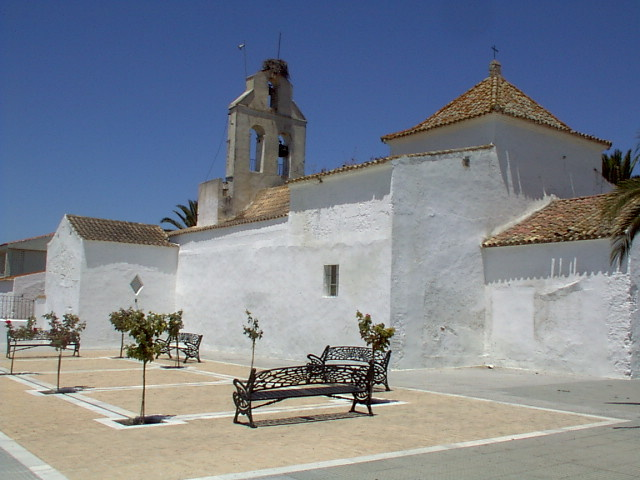
Parroquia de Nuestra Señora de los Doce Apóstoles, del.

- Parroquia de Nuestra Señora de los Doce Apóstoles, siglos XV-XVIII en La Redondela, última ampliación de la iglesia datada en 1795. En 2005-06 se hizo una restauración general.
- Palomar de Huerta Noble, columbario del siglo XVIII con capacidad para más de 36 000 palomas. Está catalogado como el más grande de Europa y el segundo más antiguo. [15]

## Crecimiento urbano moderno

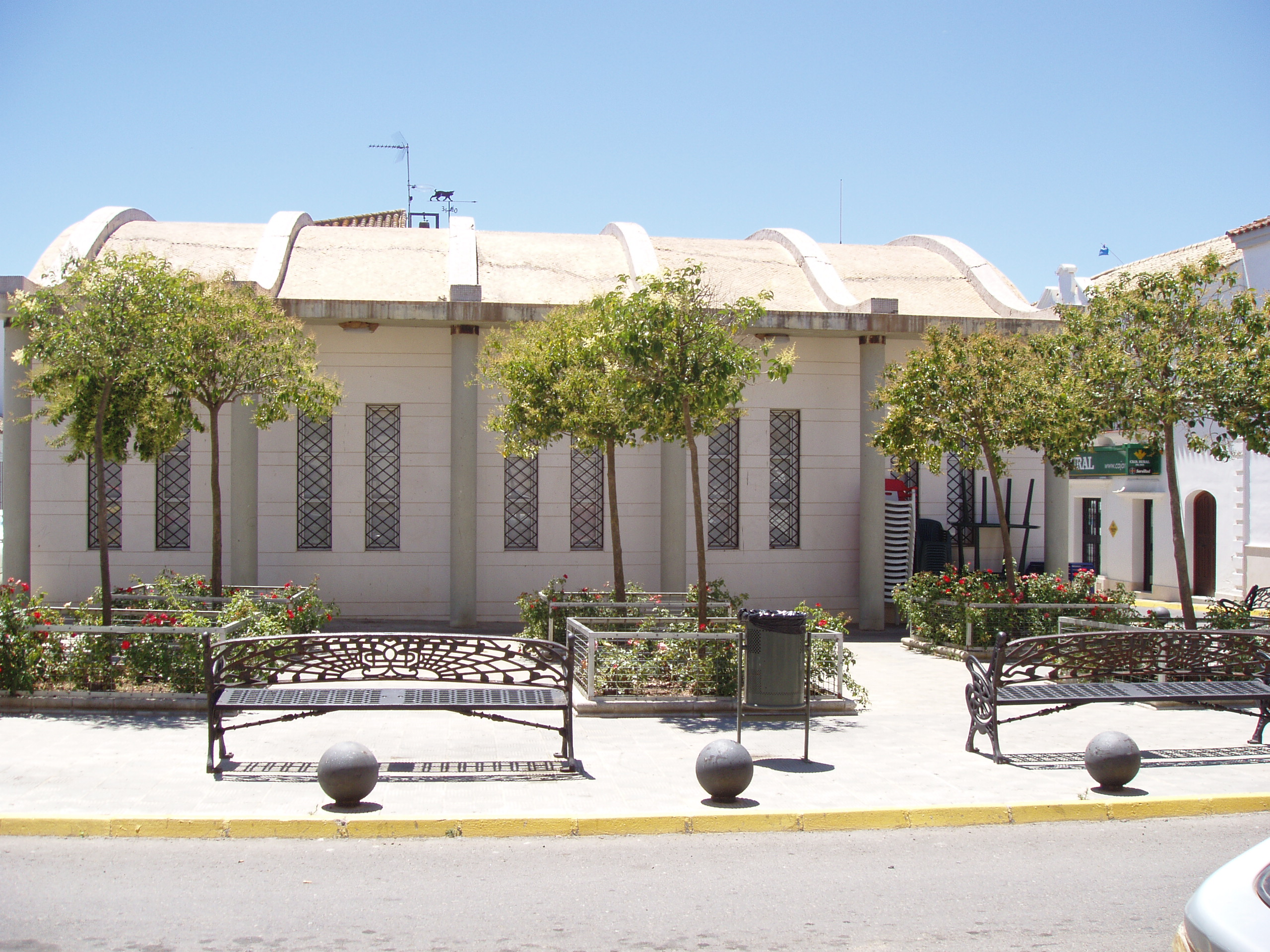
Nueva ampliación del ayuntamiento destinada a la celebración de plenos.

Se han desarrollado pequeñas urbanizaciones de casas unifamiliares y, aprovechando las antiguas instalaciones del ferrocarril Gibraleón-Ayamonte, se ha construido una zona de pistas deportivas y vestuarios. En los años 80 del siglo XX se construyó una ronda de semicircunvalación para evitar el casco urbano.
Tras el desarrollo completo en La Redondela del PGOU de 1987 del municipio de Isla Cristina, La Redondela cuenta con 22'47 ha de superficie urbana, abundando los usos agarios, aunque desde la aplicación del PGOU se han añadido usos vacacionales y de segunda residencia.

## Festejos
- El 20 de enero son las fiestas en honor a su patrón, San Sebastián. La celebración suele trasladarse al domingo siguiente.

- Tan antigua como de ancestral tradición religiosa es la celebración de la Fiesta del Huerto el Domingo de Resurrección.

- El último fin de semana del mes de junio se celebra la romería de Nuestra Señora de la Esperanza, ésta se hace en el sitio denominado como "El Coto" junto a la playa de La Redondela.

- En la primera quincena de agosto se celebran las fiestas en honor a su patrona y alcaldesa perpetua, Nuestra Señora de la Esperanza, en las calles de la localidad, siendo su marco de celebración preferentemente una plaza (primero en la plaza del Concejo, posteriormente en la alcalde D. Manuel García Domínguez, unos años en la plaza Marqués de Ayamonte, y de nuevo en 2013 ha vuelto a celebrarse en la plaza del Concejo con ánimo de continuidad).

- En el mes de octubre se disputa el Duatlón Cros La Redondela, que forma parte del circuito provincial de Triatlones y Duatlones.[cita requerida]

- Kanina Rock: festival organizado y ejecutado por la asociación Arte-Rock en la que varios grupos de diferentes estilos de rock realizan conciertos. Su fecha es variable, pero siempre alrededor del 20-25 de agosto. En 2012 fue el día 18 de agosto[17]